# Dépôt de Fives
 (septembre 2021).
Si vous disposez d'ouvrages ou d'articles de référence ou si vous connaissez des sites web de qualité traitant du thème abordé ici, merci de compléter l'article en donnant les références utiles à sa vérifiabilité et en les liant à la section « Notes et références ».

Le dépôt de Fives est un ancien dépôt de locomotives à vapeur de la  Compagnie des chemins de fer du Nord   puis de la SNCF à partir de 1938 qui était situé à Lille.

## Emplacement
Le dépôt est situé 1,8 km  au sud de la gare de Lille-Flandres à 300 mètres du pont de Tournai et de la bifurcation des lignes de Lille à Paris, de Lille à Tournai  et de Lille à Béthune au-delà de ce pont.

## Histoire
Le dépôt est créé en 1844 à  l’arrivée du chemin de fer à Lille, première ligne de Mouscron à Fives, à côté d’une  gare extra-muros installée à Fives, peu après une station éphémère au Lion d’Or au faubourg Saint-Maurice.
Le dépôt reste à cet emplacement avec la gare de marchandises près du quartier du Mont de terre après l’ouverture de la gare intra-muros de voyageurs en avril 1848 car l’espace restreint à l’intérieur de l’enceinte ne permettait pas l’implantation d’installations annexes. Le développement du trafic nécessite l’ouverture de la gare de marchandises de Saint-Sauveur en 1865 mais la gare de Fives conserve une activité de marchandises.

Le dépôt de Fives avant 1914
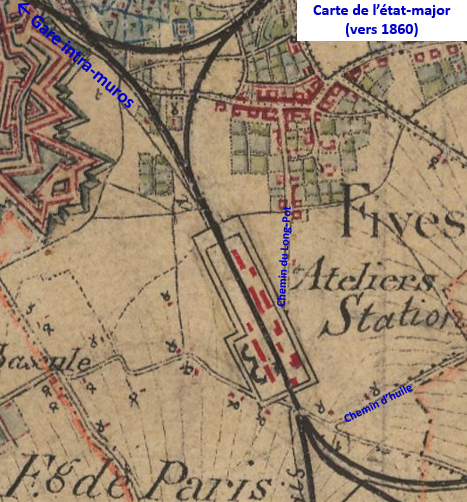
Carte de l'État-major de 1824 avec ajout des installations ferroviaires en 1865
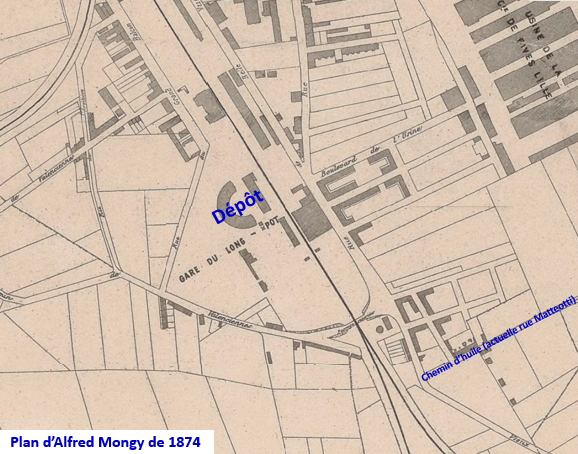
Dépôt de Fives sur plan de 1874
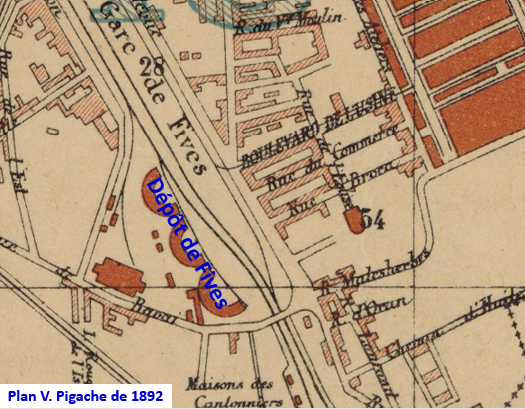
Dépôt de Fives sur plan de 1892

Comme la plupart des installations industrielles et minières du Nord de la France, le dépôt est dévasté par l’armée allemande lors de sa retraite à l’automne 1918.
Il est reconstruit avec trois rotondes après 1918 et  spécialisé dans les locomotives de trains de voyageurs et de messageries  alors que le dépôt de Lille Délivrance établi à la même époque en même temps que la gare de triage était consacré aux machines de trains de marchandises.
116 locomotives  étaient rattachées au dépôt de Fives en 1923.

Le dépôt de Fives entre les deux-guerres
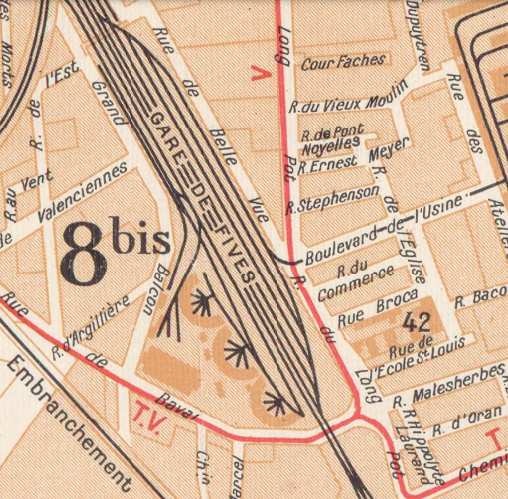
Le dépôt sur plan  de 1930
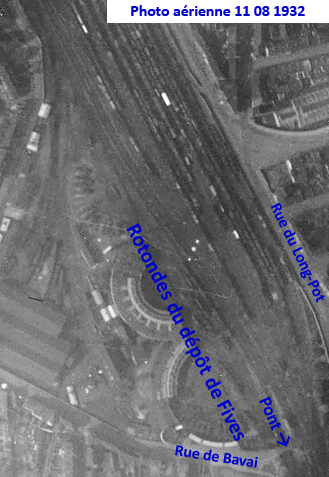
Photo aérienne de 1932

Le dépôt est détruit à 95 % par des bombardements avec les 3 rotondes durant la Seconde guerre mondiale. Le pont reliant la porte de Valenciennes au quartier du Mont de terre dans le prolongement de la rue de Bavai  qui enjambait les voies en longeant au sud le dépôt est également détruit et remplacé par un pont provisoire. Un nouveau pont est reconstruit 200 mètres au sud de l’ancien, dans l’axe de la rue Mattéotti. Le pont provisoire est supprimé et la rue de Bavai qui devient une impasse est remplacée par l’avenue Denis Cordonnier pour l’accès au nouveau pont de Tournai.
Une rotonde est  construite en 1947-1948 au nord du nouveau pont et une deuxième rotonde couverte de 48 voies est également construite en 1951 au nord de celle de 1948 puis des bâtiments annexes en 1954.
Le dépôt abrite 89 locomotives à vapeur en  1950, 83 en 1950, 46 en 1962, 30 en 1966 dont 5 garées en réserve. La fin de la traction vapeur en 1968 amène sa fermeture.
Les rotondes sont détruites en 1980.

Le dépôt de Fives sur photos aériennes après 1945
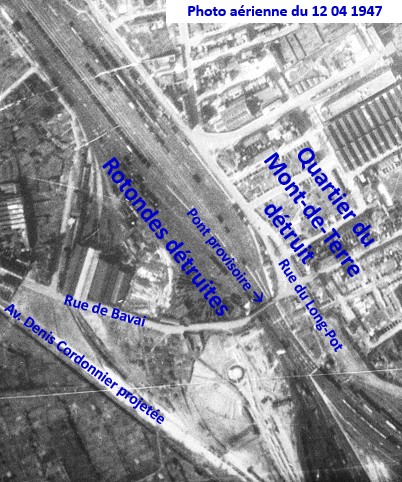
photo de 1947
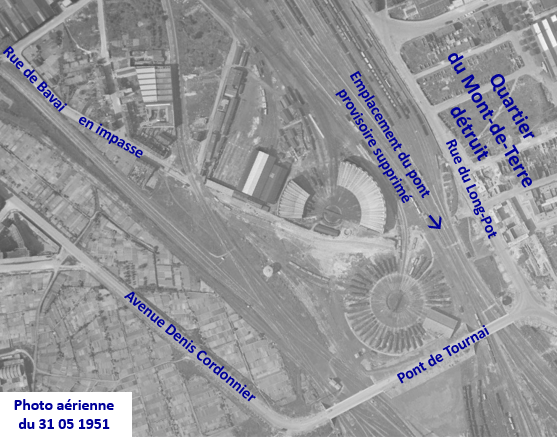
Dépôt en 1951

Un immeuble abritant des services informatiques est construit à leur emplacement.
Les voies de l’ancien dépôt servent de remise d’engins électriques et thermiques, actuellement rames TGV le long de la rue du Long-Pot  et rames TER de l’autre côté des voies principales sur les  anciennes voies d’accès au dépôt .

Le site de l’ancien dépôt
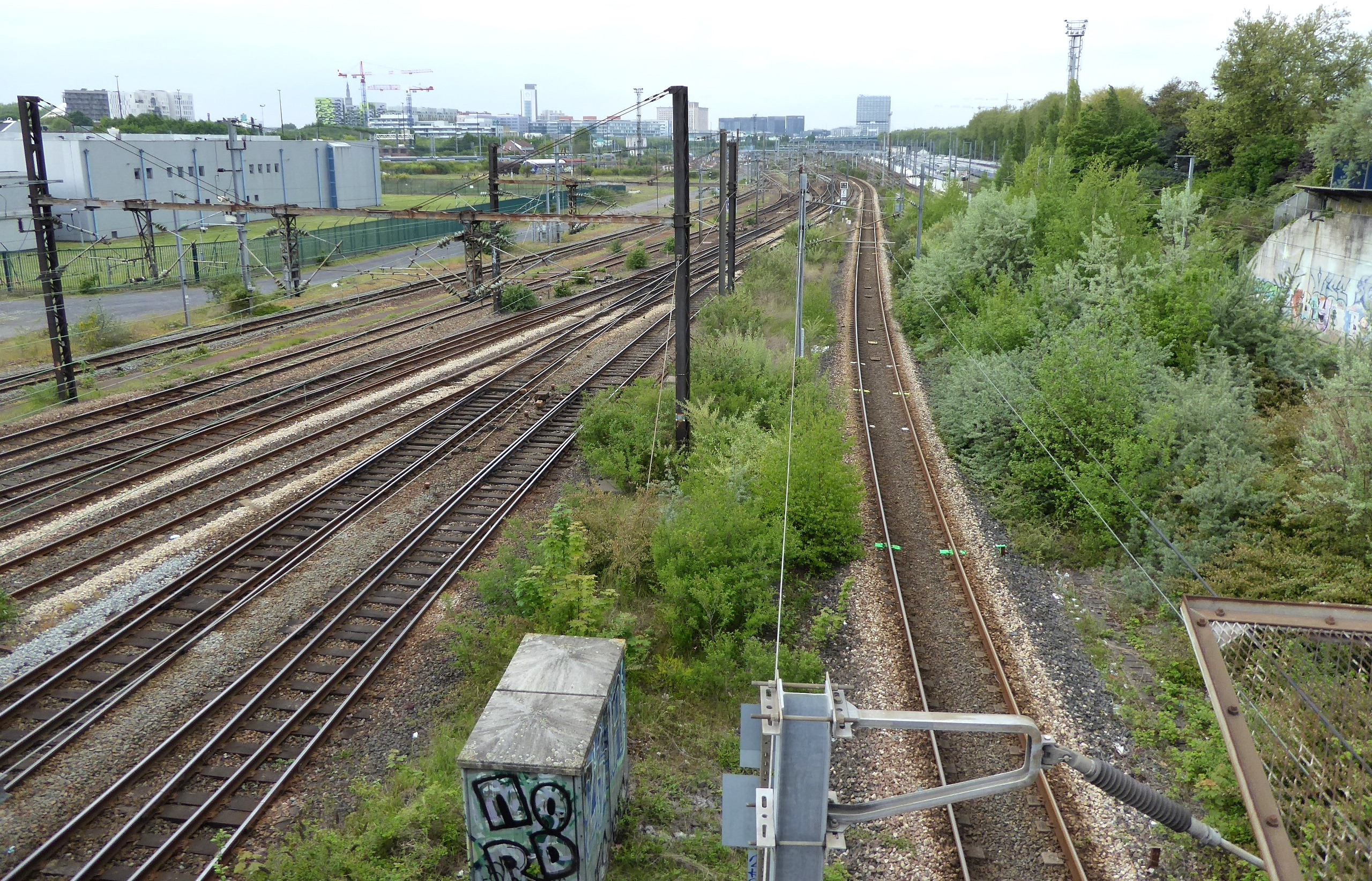
Immeuble de services informatiques à gauche des voies principales à l’emplacement de l’ancien dépôt
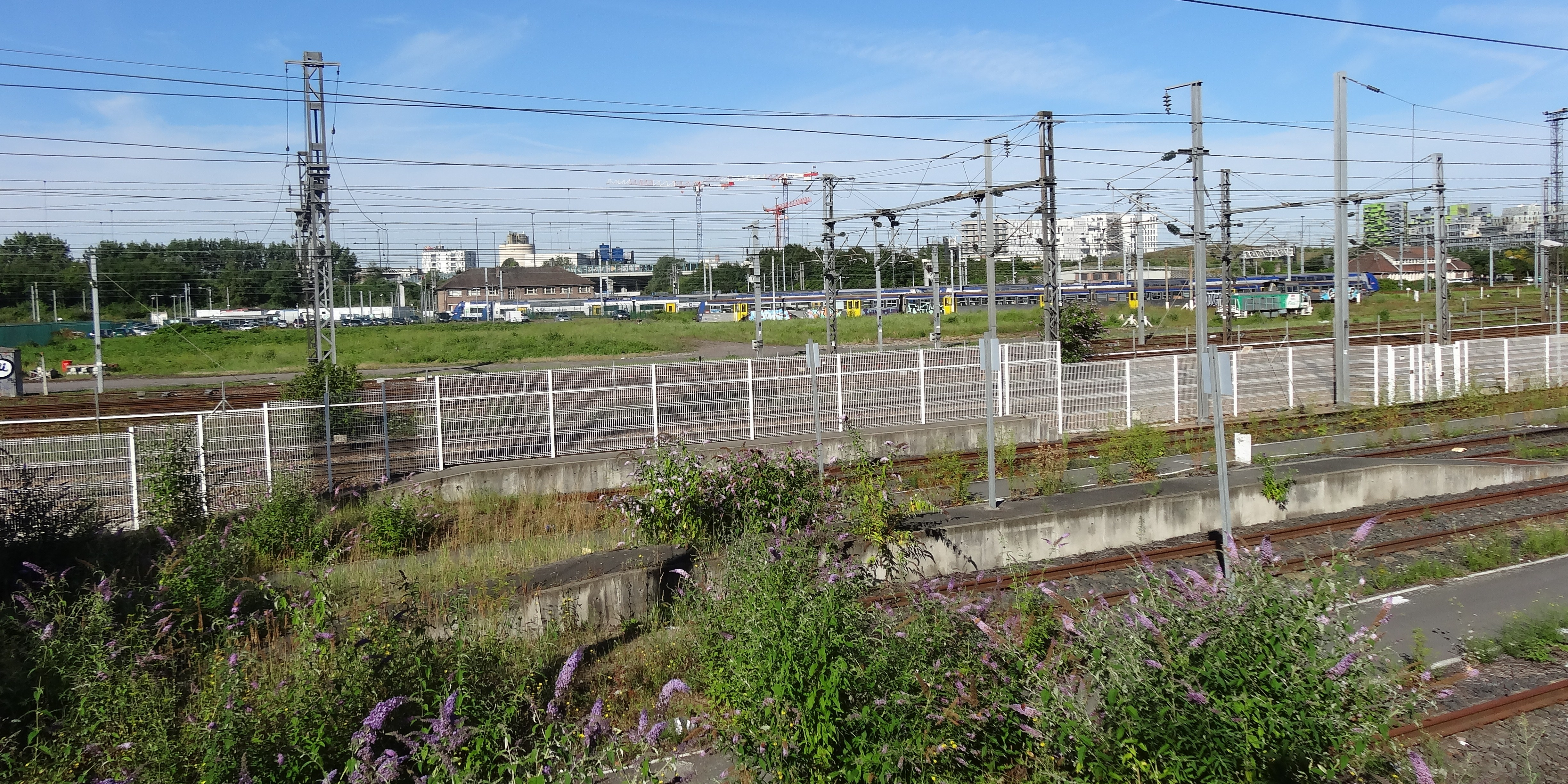
Remises de rames TER en 2013